# Ogerio Alfieri
Ogerio Alfieri (vers 1230 – peu après avril 1294) est un homme politique et chroniqueur italien. Il est l'auteur d'une Chronique de la ville d'Asti, une municipalité de la région du Piémont au nord de l'Italie.

## Biographie
Ogerio Alfieri appartenait à la branche Alfieri des seigneurs de Mombercelli, l'une des familles nobles gibelines les plus importantes d'Asti. Cette famille est mentionnée pour la première fois dans des documents en 1149. Ses représentants, en particulier les riches marchands et propriétaires terriens Guglielmo et Alferio Alfieri, faisaient partie de l'élite politique d'Asti dans la première moitié du XIIIe siècle. Ogerio Alfieri, descendant d'Alferio Alfieri, géra activement sa grande fortune familiale. Après 1277, il joua un rôle important dans la politique de sa communauté qu'il contribua activement à façonner.
Il a occupé d'importantes fonctions publiques au sein de la municipalité, notamment celles de "sapiens" (en 1292; il était l'un des quatre Savi ou hommes sages chargés de gérer toutes les affaires municipales d'Asti), celles de "sacrista Comunis" en 1293 (c'est-à-dire dépositaire des documents publics) et a participé activement à la transcription des papiers du "Liber Vetus", en 1292, sur ordre du podestat Guglielmo Lambertini.
Guglielmo Ventura affirme également qu'Alfieri fut chargé de la garde d'un riche pavillon, le Tentorium magnum, volé pendant la guerre au marquis Guillaume VII de Montferrat et transporté triomphalement jusqu'à la ville, tiré par un attelage de vingt bœufs.
Ogerio Alfieri était probablement déjà l'archiviste d'Asti en 1292. En tout cas, à cette époque, il recommandait au podestat Guglielmo Lambertini que tous les dossiers et documents sur lesquels reposaient les droits de la communauté soient réunis en une seule collection. Alfieri a créé lui-même une telle collection. Il constitue la partie principale du Codex Astensis, précédé d'un aperçu des événements historiques d'Asti rédigé par Alfieri. Cette courte chronique, écrite en latin, commence par les débuts antiques légendaires de la ville et s'étend jusqu'au 18 avril 1294. Alfieri mourut probablement peu de temps après. Sa chronique, ainsi que l'histoire de la ville d'Asti par Guglielmo Ventura, qui remonte à 1325, ont été incluses dans le 11e volume de la grande collection de Muratori, Rerum Italicarum Scriptores, publiée en 1727.
Il a eu un fils, Bartolomeo.

## LaChronique
La Chronique d'Ogerio Alfieri, composée de 44 courtes pièces qui vont de l'origine de la ville d'Asti, à l'expansion légendaire de la ville par Brennos en 380 avant J.-C., en passant par les affrontements avec Frédéric Barberousse et l'expansion de la Casane Astigiane (activité bancaire), jusqu'en 1294, année probable du décès de l'auteur.
Les courts chapitres sont rédigés dans un latin clair et simple, une langue remarquable, presque notariale. Dans ces écrits, des termes apparaissent en langue vernaculaire, avec des termes tels que Francia, guerra, gabia, quarterium, segnorìa.
La Chronique originale n'a jamais été retrouvée, mais il existe une copie du XIVe siècle et quatre copies ultérieures, toutes datées du XVIe siècle.
La copie la plus ancienne est incluse dans le Codex Astensis ou Malabayla.
Des quatre exemplaires du XVIe siècle, deux ont été utilisés par l'abbé Malaspina dans ses Scriptores, un exemplaire est transcrit du moine cistercien Lorenzo Salvai et le quatrième exemplaire est conservé aux archives nationales de Turin.

### La situation politique au temps d'Ogerio Alfieri
Au XIIIe siècle, le Piémont présente une certaine stabilité politique, Asti est dans la période maximale de son expansion territoriale, et le chroniqueur peut se réjouir de la grandeur de la commune. Le gouvernement a une nette prédominance populaire, avec cependant la présence, contrairement à de nombreuses autres réalités urbaines, de représentants de la noblesse locale.
Dans le tableau parfois écœurant de la grandeur d'Asti, dans certains passages de l'actualité, commencent à apparaître les maux qui affligeront la société astiienne dans les siècles à venir : les luttes civiles et l'intrusion de plus en plus pesante dans la politique intérieure de forces nobles extérieures.
Ce n'est pas un hasard si le chapitre 41 s'intitule « De quelques citoyens pleins de mensonge, de paresse et de tromperie », affirmant que :
« ...ils prétendent parfois faire quelque chose de bien au profit de la municipalité et pourtant ils agissent de cette manière pour mieux voler et voler de grandes quantités de biens de la municipalité.. »

### La parution
La brève chronique d'Ogerio fait probablement partie d'une œuvre personnelle plus vaste, que le poète d'Asti Antonio Astesano avait consultée entièrement au XVe siècle. Cette thèse est étayée par une note présente sur la copie de la "Chronique", dans la bibliothèque du Consorziale Astense, réalisée par l'abbé Filippo Malabaila au XVIIe siècle, qui indique : « Extracta de Cronca astensis edicta per Ogerium Alferium ».
La chronique a été transcrite dans le volume XI du Rerum italicarum Scriptores, puis rassemblée dans le volume V de l'Historiae Patriae Monumenta, commandée par le roi Charles Albert de Savoie en 1848.
Entre 1903 et 1906, d'après une traduction des frères Ottolenghi, le professeur Vincenzo Ratti et quelques savants d'Asti, les fragments de la chronique d'Ogerio Alfieri ont été publiés avec le Codex Astensis en italien.

## Bibliografie
- Bianco A. Asti Medievale, ed. CRA 1960
- Bera G. Asti edifici e palazzi nel medioevo, Gribaudo Editore Se Di Co Lorenzo Fornaca 2004  (ISBN 88-8058-886-9)
- Bordone R. Araldica astigiana, Allemandi 2001
- De Rolandis Giuseppe Maria, Notizie sugli scrittori astigiani, II edizione, Asti 1912
- Ferro, Arleri, Campassi Antichi Cronisti Astesi, ed. dell'Orso 1990  (ISBN 88-7649-061-2)
- Gorrini Giacomo, Il Comune astigiano e la sua storiografia, Firenze 1884.
- Grassi S. Storia della Città di Asti vol I, II, Atesa ed. 1987
- Peyrot A. Asti e l'Astigiano, tip. Torinese Ed. 1983
- V. Malfatto Asti, antiche e nobili casate, Il Portichetto 1982
- Vergano L. Storia di Asti voll. 1,2,3 Tip. S.Giuseppe Asti 1953, 1957